# 吕一燃
吕一燃（1929年1月16日—），生于福建省南安市，中国歷史學家，中国社会科学院近代史研究所研究员。1956年获北京大学历史学学士学位。吕一燃擅长中国边疆史、中俄关系史研究，整理过中苏边界历史资料，并为中苏边界谈判提过建议。撰写和编撰的著作有《中国北部边疆史研究》、《沙俄侵华史》、《中国近代边界史》等。2010年被选为中国社会科学院荣誉学部委员。